# Gabriele Schaumann
Gabriele Ellen Schaumann (* 1965/66) ist eine deutsche Chemikerin und Umweltwissenschaftlerin der Rheinland-Pfälzischen Technischen Universität Kaiserslautern-Landau (RPTU).

## Lebenslauf
Gabriele Schaumann legte ihr Abitur 1985 am Albert-Einstein-Gymnasium in Ulm ab. Anschließend studierte sie Chemie an der Universität Ulm und promovierte 1998 in Bodenchemie an der Technischen Universität (TU) Berlin, wo sie zunächst wissenschaftliche Mitarbeiterin, dann wissenschaftliche Assistentin am Institut für Technischen Umweltschutz war. Sie habilitierte 2006 und erhielt die akademische Lehrbefugnis für Umwelt- und Bodenchemie. 2006 wurde sie auf eine Professur für Organische Chemie und Umweltchemie an die Universität Koblenz-Landau berufen. 2008 wechselte sie vom Campus Koblenz nach Landau, wo sie als Professorin für Umwelt- und Bodenchemie lehrt. Seit April 2017 war sie Vizepräsidentin der Universität Koblenz-Landau und seit 2021 als Vizepräsidentin am Campus Landau der Universität Koblenz-Landau Teil der Präsidialen Doppelspitze. Mit der Zusammenlegung der TU Kaiserslautern und des Campus Landau der Universität Koblenz-Landau zur Rheinland-Pfälzischen Technischen Universität Kaiserslautern-Landau am 1. Januar 2023 bildete sie gemeinsam mit Arnd Poetzsch-Heffter bis Oktober 2024 die präsidiale Doppelspitze der RPTU.

## Forschung
Schaumann ist Sprecherin der deutschlandweiten Forschergruppe INTERNANO, die von der Deutschen Forschungsgemeinschaft (DFG) gefördert wird und die Auswirkungen von Nanopartikeln auf die Umwelt untersucht. In dem trilateralen und von der DFG geförderten Kooperationsprojekt OLIVEOIL leitet sie in Kooperation mit israelischen und palästinensischen Arbeitsgruppen ein wissenschaftlich und soziokulturell verbindendes internationales Forschungsprojekt, das daran arbeitet, die giftigen Abwässer aus der Produktion von Olivenöl als Dünger nutzbar zu machen.
Als ihre Forschungsinteressen gelten Boden- und Grenzflächenchemie, Wasserabweisungsvermögen, SOM-Wasser-Interaktionen, Mikrogel-Aggregat-Stabilisierung, Boden-Pflanzen-Interaktionen, biogeochemische Grenzflächen, organische Bodensubstanz, Bindung und Bioverfügbarkeit organischer Chemikalien sowie Fatum und Auswirkungen künstlich hergestellter Nanopartikel in Boden und Wasser.

## Auszeichnungen
- Stipendium der Studienstiftung des deutschen Volkes
- Stipendium der Berliner Nachwuchsförderung
- Förderung im Rahmen des ProFiL Programmes Professionalisierung für Frauen in Forschung & Lehre
- Akademiepreis 2015 des Landes Rheinland-Pfalz für vorbildhafte Leistungen in Lehre und Forschung sowie für ihr engagiertes Wirken in der wissenschaftlichen Nachwuchsförderung[8]

## Publikationen
- Liste der Publikationen auf der Seite der Rheinland-Pfälzischen Technischen Universität Kaiserslautern-Landau